# Чемпіонат ФРН з футболу 1974—1975: Бундесліга
Сезон Бундесліги 1974–1975 був 12-им сезоном в історії Бундесліги, найвищого дивізіону футбольної першості ФРН. Він розпочався 24 серпня 1974 і завершився 14 червня 1975 року. Діючим чемпіоном країни була мюнхенська «Баварія», яка не зуміла захистити титул і фінішувала лише на 10 місці турнірної таблиці, поступившись переможцю сезону,  «Боруссії» (Менхенгладбах), шістнадцятьма турнірними очками.

## Формат змагання
Кожна команда грала з кожним із суперників по дві гри, одній вдома і одній у гостях. Команди отримували по два турнірні очки за кожну перемогу і по одному очку за нічию. Якщо дві або більше команд мали однакову кількість очок, розподіл місць між ними відбувався за різницею голів, а за їх рівності — за кількістю забитих голів. Команда з найбільшою кількістю очок ставала чемпіоном, а три найгірші команди вибували до Другої Бундесліги.

## Зміна учасників у порівнянні з сезоном 1973–74
«Фортуна» (Кельн) і «Ганновер 96» за результатами попереднього сезону вибули до щойно створеної Другої Бундесліги, фінішувавши на двох останніх місцях турнірної таблиці попереднього сезону. Їм на заміну у класі підвищилися «Теніс Боруссія» і «Айнтрахт» (Брауншвейг), що виграли свої групи плей-оф.

## Команди-учасниці
| Клуб                            | Стадіон               | Вміщує  |
| ------------------------------- | --------------------- | ------- |
| «Герта» (Берлін)                | Олімпіаштадіон        | 100,000 |
| «Теніс Боруссія»                | Моммзенштадіон        | 18,000  |
| «Бохум»                         | Воновія Рурштадіон    | 40,000  |
| «Айнтрахт» (Брауншвейг)         | Айнтрахтштадіон       | 38,000  |
| «Вердер»                        | Везерштадіон          | 32,000  |
| «Дуйсбург»                      | Ведауштадіон          | 38,500  |
| «Фортуна» (Дюссельдорф)         | Райнштадіон           | 59,600  |
| «Рот-Вайс» (Ессен)              | Георг-Мельхес-Штадіон | 40,000  |
| «Айнтрахт» (Франкфурт-на-Майні) | Вальдштадіон          | 87,000  |
| «Гамбург»                       | Фолькспаркштадіон     | 80,000  |
| «Кайзерслаутерн»                | Бетценберг            | 42,000  |
| «Кельн»                         | Рейн Енергі Штадіон   | 29,000  |
| «Боруссія» (Менхенгладбах)      | Бекельбергштадіон     | 34,500  |
| «Баварія» (Мюнхен)              | Олімпіаштадіон        | 70,000  |
| «Кікерс» (Оффенбах)             | Біберер-Берг          | 30,000  |
| «Шальке 04»                     | Паркштадіон           | 70,000  |
| «Штутгарт»                      | Мерседес-Бенц Арена   | 53,000  |
| «Вупперталер»                   | Штадіон-ам-Цоо        | 28,000  |

## Турнірна таблиця
| Поз | Команда                         | І  | В  | Н  | П  | ГЗ | ГП | РГ  | О  | Кваліфікація або пониження                    |
| --- | ------------------------------- | -- | -- | -- | -- | -- | -- | --- | -- | --------------------------------------------- |
| 1   | «Боруссія» (Менхенгладбах) (C)  | 34 | 21 | 8  | 5  | 86 | 40 | +46 | 50 | Перший раунд Кубка чемпіонів 1975—1976        |
| 2   | «Герта» (Берлін)                | 34 | 19 | 6  | 9  | 61 | 43 | +18 | 44 | Перший раунд Кубка УЄФА 1975—1976             |
| 3   | «Айнтрахт» (Франкфурт-на-Майні) | 34 | 18 | 7  | 9  | 89 | 49 | +40 | 43 | Перший раунд Кубка володарів кубків 1975—1976 |
| 4   | «Гамбург»                       | 34 | 18 | 7  | 9  | 55 | 38 | +17 | 43 | Перший раунд Кубка УЄФА 1975—1976             |
| 5   | «Кельн»                         | 34 | 17 | 7  | 10 | 77 | 51 | +26 | 41 | Перший раунд Кубка УЄФА 1975—1976             |
| 6   | «Фортуна» (Дюссельдорф)         | 34 | 16 | 9  | 9  | 66 | 55 | +11 | 41 |                                               |
| 7   | «Шальке 04»                     | 34 | 16 | 7  | 11 | 52 | 37 | +15 | 39 |                                               |
| 8   | «Кікерс» (Оффенбах)             | 34 | 17 | 4  | 13 | 72 | 62 | +10 | 38 |                                               |
| 9   | «Айнтрахт» (Брауншвейг)         | 34 | 14 | 8  | 12 | 52 | 42 | +10 | 36 |                                               |
| 10  | «Баварія» (Мюнхен)              | 34 | 14 | 6  | 14 | 57 | 63 | −6  | 34 | Перший раунд Кубка чемпіонів 1975—1976        |
| 11  | «Бохум»                         | 34 | 14 | 5  | 15 | 53 | 53 | 0   | 33 |                                               |
| 12  | «Рот-Вайс» (Ессен)              | 34 | 10 | 12 | 12 | 56 | 68 | −12 | 32 |                                               |
| 13  | «Кайзерслаутерн»                | 34 | 13 | 5  | 16 | 56 | 55 | +1  | 31 |                                               |
| 14  | «Дуйсбург»                      | 34 | 12 | 6  | 16 | 59 | 77 | −18 | 30 | Перший раунд Кубка УЄФА 1975—1976             |
| 15  | «Вердер»                        | 34 | 9  | 7  | 18 | 45 | 69 | −24 | 25 |                                               |
| 16  | «Штутгарт» (R)                  | 34 | 8  | 8  | 18 | 50 | 79 | −29 | 24 | Пониження у класі до Другої Бундесліги        |
| 17  | «Теніс Боруссія» (R)            | 34 | 5  | 6  | 23 | 38 | 89 | −51 | 16 | Пониження у класі до Другої Бундесліги        |
| 18  | «Вупперталер» (R)               | 34 | 2  | 8  | 24 | 32 | 86 | −54 | 12 | Пониження у класі до Другої Бундесліги        |

1. ↑  «Баварія» (Мюнхен) вийшла переможцем Кубка чемпіонів 1974—1975, автоматично отримавши право участі у цьому турнірі на наступний сезон.
2. ↑  Оскільки «Айнтрахт» (Франкфурт-на-Майні) кваліфікувався до Кубка володарів кубків, його місце у Кубку УЄФА перейшло до фіналіста Кубка Німеччини «Дуйсбурга».

## Результати
| Команда                         | ГЕР | ТЕН | БОХ | АЙБ | ВЕР | ДУЙ | ФОР | РВЕ | АЙФ | ГАМ | КАЙ | КЕЛ | БРМ | БАВ | КІК | Ш04 | ШТТ | ВУП |
| ------------------------------- | --- | --- | --- | --- | --- | --- | --- | --- | --- | --- | --- | --- | --- | --- | --- | --- | --- | --- |
| «Герта» (Берлін)                | —   | 2–1 | 4–2 | 3–1 | 2–0 | 3–0 | 3–3 | 4–2 | 2–1 | 1–0 | 2–1 | 1–1 | 2–1 | 4–1 | 4–1 | 1–0 | 4–0 | 2–0 |
| «Теніс Боруссія»                | 0–3 | —   | 2–0 | 2–2 | 4–0 | 2–3 | 1–4 | 1–0 | 1–4 | 0–3 | 3–2 | 2–3 | 1–4 | 2–2 | 0–2 | 0–2 | 1–1 | 0–0 |
| «Бохум»                         | 4–0 | 0–0 | —   | 1–0 | 3–1 | 1–2 | 4–2 | 2–2 | 3–1 | 4–2 | 4–0 | 3–2 | 0–0 | 3–0 | 3–1 | 2–1 | 1–0 | 4–2 |
| «Айнтрахт» (Брауншвейг)         | 2–1 | 5–0 | 2–0 | —   | 0–0 | 4–1 | 3–0 | 4–2 | 2–0 | 1–2 | 3–2 | 1–4 | 1–3 | 3–1 | 1–0 | 1–0 | 6–0 | 1–1 |
| «Вердер»                        | 4–0 | 1–1 | 3–0 | 0–0 | —   | 3–1 | 0–0 | 0–0 | 0–3 | 1–0 | 3–1 | 4–1 | 1–4 | 0–2 | 3–6 | 0–1 | 5–2 | 2–1 |
| «Дуйсбург»                      | 1–3 | 2–3 | 3–1 | 3–2 | 4–0 | —   | 0–3 | 3–3 | 1–3 | 2–0 | 3–2 | 1–3 | 1–1 | 2–1 | 2–1 | 2–0 | 3–3 | 2–2 |
| «Фортуна» (Дюссельдорф)         | 0–0 | 3–2 | 0–1 | 2–2 | 4–1 | 1–1 | —   | 4–0 | 2–2 | 0–0 | 2–0 | 3–0 | 3–2 | 6–5 | 3–2 | 2–1 | 4–0 | 2–0 |
| «Рот-Вайс» (Ессен)              | 2–1 | 3–2 | 1–1 | 1–2 | 1–1 | 3–0 | 1–2 | —   | 0–5 | 0–0 | 3–1 | 1–1 | 1–3 | 2–2 | 5–1 | 4–4 | 3–1 | 2–0 |
| «Айнтрахт» (Франкфурт-на-Майні) | 1–2 | 7–1 | 4–1 | 2–0 | 2–1 | 4–1 | 4–0 | 9–1 | —   | 1–3 | 5–1 | 3–2 | 1–1 | 2–0 | 0–0 | 2–1 | 5–5 | 5–0 |
| «Гамбург»                       | 1–1 | 4–0 | 3–2 | 0–0 | 2–0 | 2–3 | 2–1 | 2–2 | 3–1 | —   | 2–0 | 3–1 | 1–1 | 1–0 | 1–0 | 1–1 | 1–0 | 4–1 |
| «Кайзерслаутерн»                | 3–0 | 4–0 | 1–0 | 2–0 | 4–1 | 2–0 | 1–0 | 2–0 | 2–2 | 1–0 | —   | 1–1 | 1–3 | 0–1 | 1–2 | 1–1 | 6–0 | 2–0 |
| «Кельн»                         | 2–1 | 7–1 | 4–1 | 3–0 | 3–1 | 4–2 | 2–2 | 0–1 | 0–0 | 4–0 | 2–0 | —   | 1–2 | 1–0 | 0–1 | 4–2 | 4–2 | 4–0 |
| «Боруссія» (Менхенгладбах)      | 1–1 | 3–1 | 3–0 | 2–0 | 4–2 | 4–1 | 3–1 | 1–1 | 3–0 | 1–3 | 3–0 | 1–1 | —   | 1–2 | 5–2 | 1–0 | 5–1 | 6–2 |
| «Баварія» (Мюнхен)              | 2–1 | 3–1 | 2–1 | 1–0 | 2–0 | 2–1 | 4–0 | 2–2 | 2–1 | 0–1 | 2–5 | 6–3 | 1–1 | —   | 2–3 | 0–2 | 1–1 | 3–1 |
| «Кікерс» (Оффенбах)             | 3–1 | 3–2 | 2–0 | 2–1 | 5–1 | 3–3 | 2–3 | 1–3 | 2–1 | 4–1 | 2–2 | 1–4 | 4–3 | 6–0 | —   | 3–0 | 3–1 | 3–1 |
| «Шальке 04»                     | 1–0 | 3–0 | 1–0 | 1–1 | 2–0 | 5–0 | 3–0 | 3–0 | 1–1 | 3–1 | 2–1 | 1–1 | 1–3 | 2–2 | 2–0 | —   | 2–0 | 1–0 |
| «Штутгарт»                      | 1–2 | 2–1 | 1–0 | 0–0 | 2–2 | 2–1 | 1–1 | 3–2 | 3–4 | 1–2 | 0–1 | 2–0 | 1–2 | 1–2 | 3–1 | 3–1 | —   | 5–1 |
| «Вупперталер»                   | 0–0 | 2–0 | 1–1 | 0–1 | 2–4 | 1–4 | 2–3 | 0–2 | 2–3 | 0–4 | 3–3 | 1–4 | 1–5 | 3–1 | 0–0 | 0–1 | 2–2 | —   |

## Найкращі бомбардири
27 голів
- Юпп Гайнкес («Боруссія» (Менхенгладбах))

24 голів
- Дітер Мюллер («Кельн»)

23 голів
- Герд Мюллер («Баварія» (Мюнхен))

21 гол
- Роланд Сандберг («Кайзерслаутерн»)

18 голів
- Аллан Сімонсен («Боруссія» (Менхенгладбах))
- Ервін Коштедде («Кікерс» (Оффенбах))
- Манфред Бургсмюллер («Рот-Вайс» (Ессен))

17 голів
- Клаус Фішер («Шальке 04»)
- Германн Оліхер («Штутгарт»)

16 голів
- Бернд Гельценбайн («Айнтрахт» (Франкфурт-на-Майні))

## Склад чемпіонів
| «Боруссія» (Менхенгладбах) |
| --- |
| Воротар: Вольфганг Клефф (34). Захисники: Берті Фогтс (34); Ганс-Юрген Вітткамп (29 / 6); Райнер Бонгоф (28 / 6); Ганс Клінкгаммер (23); Франк Шеффер (14); Ульріх Зурау (14); Вальтер Поснер (2). Півзахисники: Герберт Віммер (29 / 1); Улі Штіліке (25 / 1); Крістіан Кулик (24 / 6); Дітмар Даннер (21 / 3); Лоренц-Гюнтер Кестнер (18 / 1); Горст Кеппель (7 / 1). Нападники: Аллан Сімонсен (34 / 18); Геннінг Єнсен (34 / 13); Юпп Гайнкес (31 / 27); Лоренц Гількес (5); Карл Дельгає (4). (кількість ігор і голів наведені у дужках) Головний тренер: Геннес Вайсвайлер. Був у заявці, але не взяв участі у жодній грі чемпіонату: Грегор Квастен; Норберт Кокс; Рогер Реббен. |